# Dyade autistique
La dyade autistique est un terme défini par la cinquième édition du Manuel diagnostique et statistique des troubles mentaux (DSM) publiée aux États-Unis par l'APA en mai 2013 et sortie en France en juin 2015 pour définir et classer les critères d'évaluation des troubles de l'autisme.

## Présentation

### Historique
Jusqu'en 2013, la quatrième édition du DSM et les éditions précédentes de la CIM retiennent trois principaux critères pour classer les troubles autistiques : les troubles des interactions sociales, les troubles de la communication et du langage et des comportements, et des activités et intérêts restreints et répétitifs. La cinquième édition du DSM regroupe les appellations de cette triade autistique permettant le diagnostic en une dyade.

### Terminologie
Cette appellation de « dyade » qui regroupe les troubles liés à une altération (devenue un « déficit ») de la communication et des interactions sociales permet de caractériser en deux parties les troubles du spectre de l'autisme (ou TSA) dans une seule et même catégorie permettant ainsi le diagnostic :
1. un « déficit persistant de la communication et des interactions sociales observés dans les contextes variés » et
2. un « caractère restreint et répétitif des comportements, des intérêts ou des activités ».

### Niveaux de sévérité
Le DSM-5 présente 3 niveaux de sévérité :
- niveau 1 : nécessite un soutien ;
- niveau 2 : nécessite un soutien important ;
- niveau 3 : nécessite un soutien très important.

### Conséquences
Jusqu'à la fin de l'année 2021, le manuel de diagnostic clinique de l’OMS, la CIM-10 (ou ICD-10), le terme de « Troubles Envahissants du Développement » était toujours employé mais cette discordance (lié au fait que les maisons départementales des personnes handicapées (MDPH), en France, se référaient à cette nomenclature) a disparu en 2022. Depuis le 1er janvier de cette année, la publication de la CIM-11 confirme que ce manuel plus officiel au niveau international présente les deux mêmes catégories que le DSM-5, même s'il existe des divergences pour d'autres critères.